# Vildlin
Vildlin (Linum catharticum L.) är en ört i familjen linväxter. Den är en av cirka 200 arter i sitt släkte, vilket bland annat innehåller lin – välkänd som spånadsväxt.
Första gången vildlin beskrevs var 1720, då Anders Celsius nämnde den efter ett fynd i Uppland.

## Beskrivning
Vildlin är vanligen ettårig med en trådsmal rot. Ibland kan den dock övervintra, och har då det följande året fått en grövre, något förvedad rot.
Stjälken, strået, är 5 – 20 cm högt, undantagsvis 30 cm.
Den kan påminna om en liten nejlikväxt (Caryophyllaceae).
På strået finns små, motsatta blad, som är smalt lansettlika.
De nedersta bladen är små och ovala. Högre upp blir de utsträckta till 1 cm långa med bredden hälften eller ned till sjättedelen därav.
Från roten kan det växa upp ett eller flera styva strån.

Tvåsidigt knippe

Blommorna är 8 – 10 mm i diameter, regelbundet formade och växande i toppställda tvåsidiga knippen med hängande blomknoppar. Blomskaftet sträcker sig, när blomman slår ut. Kronbladen är 3 – 6 mm långa, har gul bas och är i knopp vridna. De rätar ut sig, när blomman slår ut. Kalkbladen är 2 à 3 mm långa och tillspetsade vid toppen.
10 ståndare, men bara varannan är försedd med knapp. 5 Pistiller, inte mer än 0,5 mm långa.
Blommorna har nektar, men är luktlösa. Pollineringen sker huvudsakligen genom 2-vingade flugor (Diptera).
I början av blomningen sitter ståndarna ganska långt från pistillerna, men senare närmar sig ståndarna pistillerna, varigenom självbefruktning blir möjlig.
Blomningstiden är juni – augusti.
Frukten är rund som en kula och 2 à 3 mm tvärsöver. Den har i grunden 5 rum, men genom s k falska skiljeväggar blir det 10 bås. Skiljeväggarna är håriga. (Se delbild 4 i Lindmans tavla till höger.)
När en mogen kapsel öppnar sig faller fröna av egen tyngd till marken alldeles i närheten av plantan.
Fröna är tillplattade ellipsformade, blanka och med ljust gulbrun färg.
Kromosomtalet är 2n = 16.

## Habitat
Europa, Asien och norra Afrika. I östra Nordamerika och Nya Zeeland introducerad art.
I Alperna kan vildlin förekomma upp till 2 200 m ö h och i vissa områden ända till 2 300 m ö h.
I Sverige allmänt förekommande från Skåne i söder och norrut till Uppland. Mer sällan vidare norrut till Jämtland.
I södra Norge upp till 670 m ö h.

### Utbredningskartor
- Norden
- Norra halvklotet 
  - I östra Nordamerika gränslinje inlagd för område kallat Adventive.

## Biotop
Fuktig gräsmark, kärr, fuktängar och vägkanter.   Kalkgynnad (pH över 7), men pH-värde något under 7 hindrar inte.
På kiselrik jordmån trivs inte vildlin.

## Etymologi
- Släktet Linum har fått sitt namn efter latinisering av grekiska linon = lina, linje; syftande på det smala strået (stjälken) hos släktets alla arter.
Växten lin kallades Linum redan av Herodotos, som levde flera hundra år före f. Kr..
- Artepitetet catharticum är en latinisering av grekiskans katharsis = rening. Detta syftar på vildlinets historiska användning som medicinalväxt, "för att rensa tarmarna".[1]

### Bygdemål
| Namn           | Trakt   | Referens |
| -------------- | ------- | -------- |
|                |         |          |
| Svedjebackslin | Finland | [ 4 ]    |
| Vildhör        |         | [ 1 ]    |

## Användning
Dekokt av frön från vildlin har nyttjats som kraftigt men milt  laxermedel. Smakar bittert p g a innehåll av det giftiga ämnet linin.
Den laxerande effekten är anledningen till vildlinets tyska namn: Purgier-Lein, av latin purgo = utrensa, utdriva. Purgativum = laxermedel på medicinskt fackspråk.
Samma tankefigur ligger bakom vildlinets namn på franska: Lin purgatif och Purging flax på engelska.

## Bilder

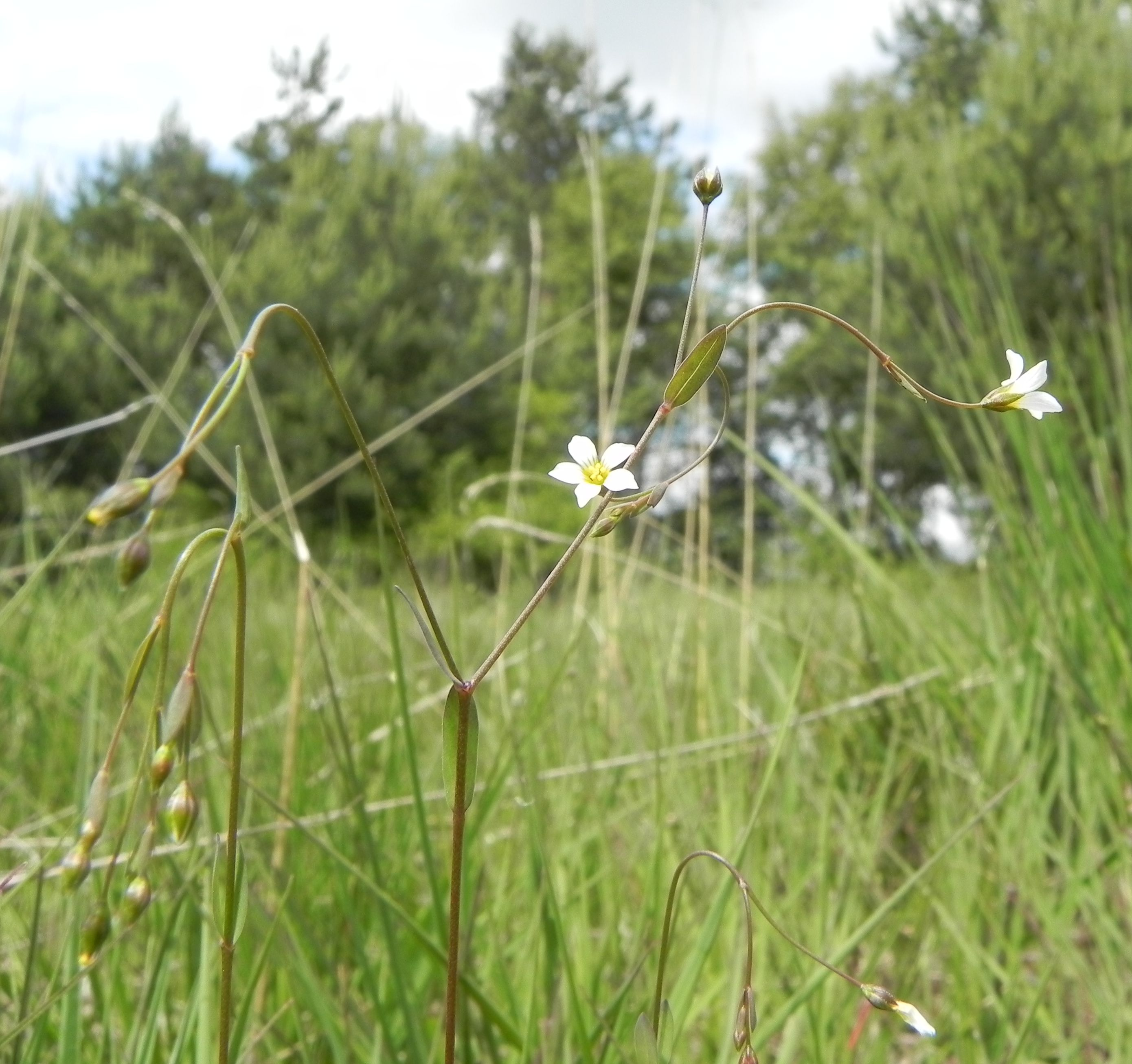
Habitat
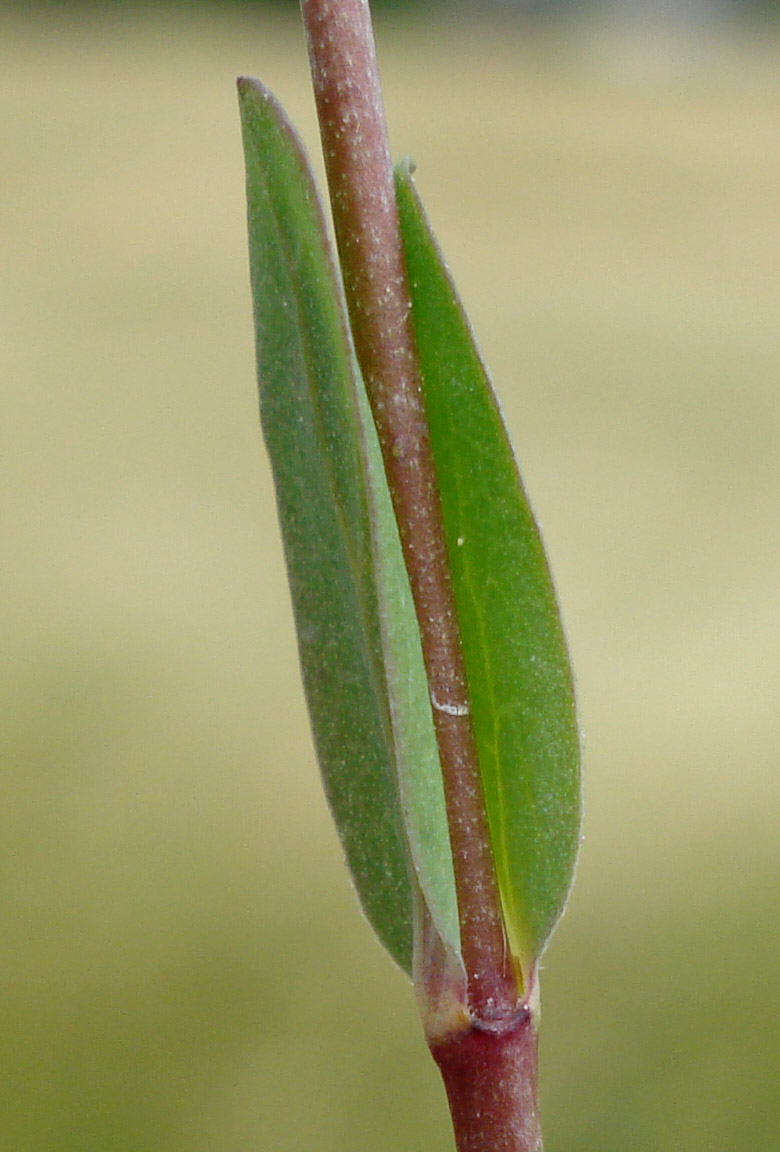
Lansettformade, motställda blad
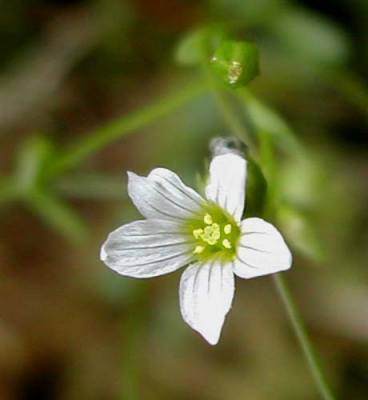
Blomma 5 knappförsedda ståndare omger 5 pistiller
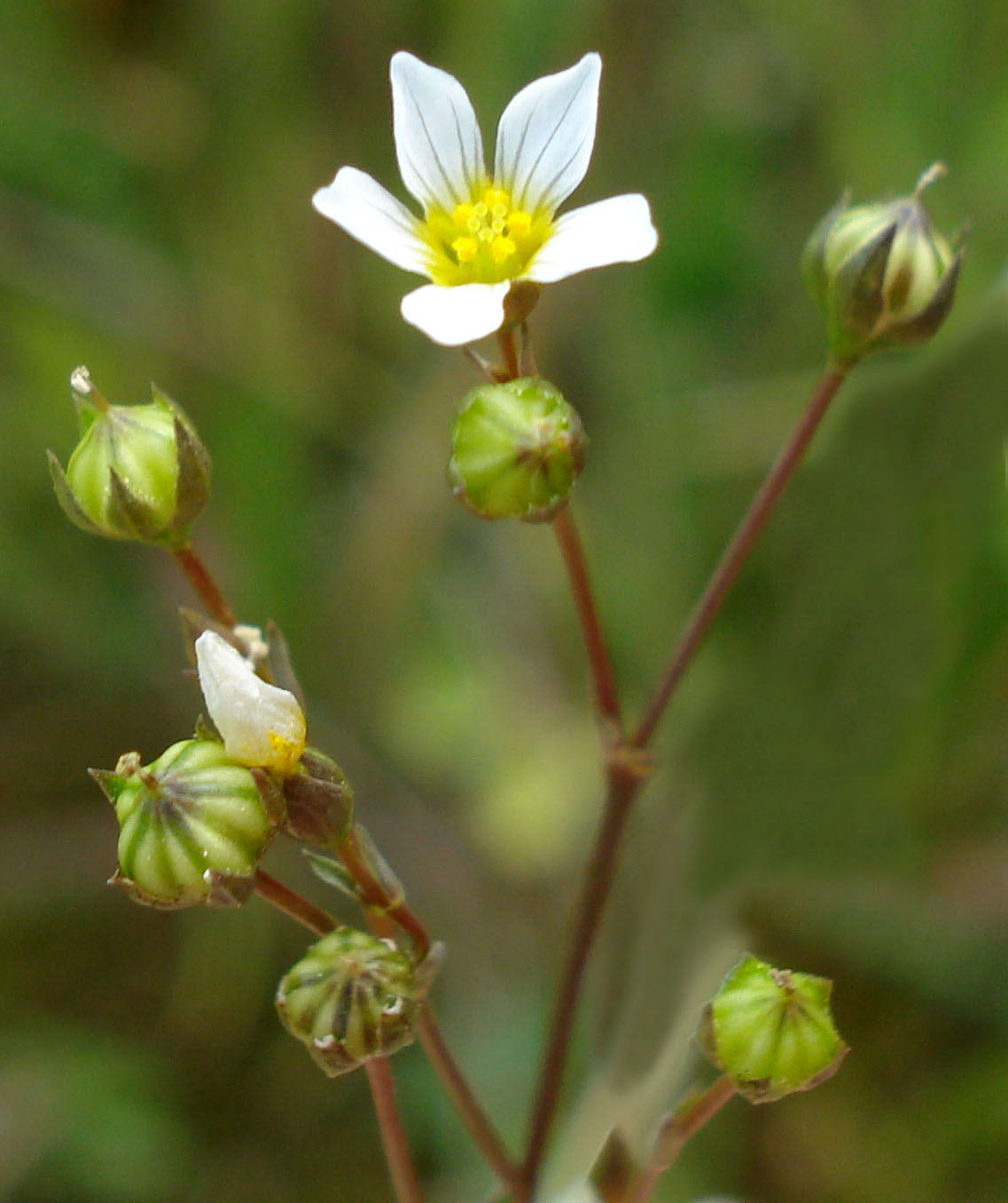
Blomma och halvmogna frukter
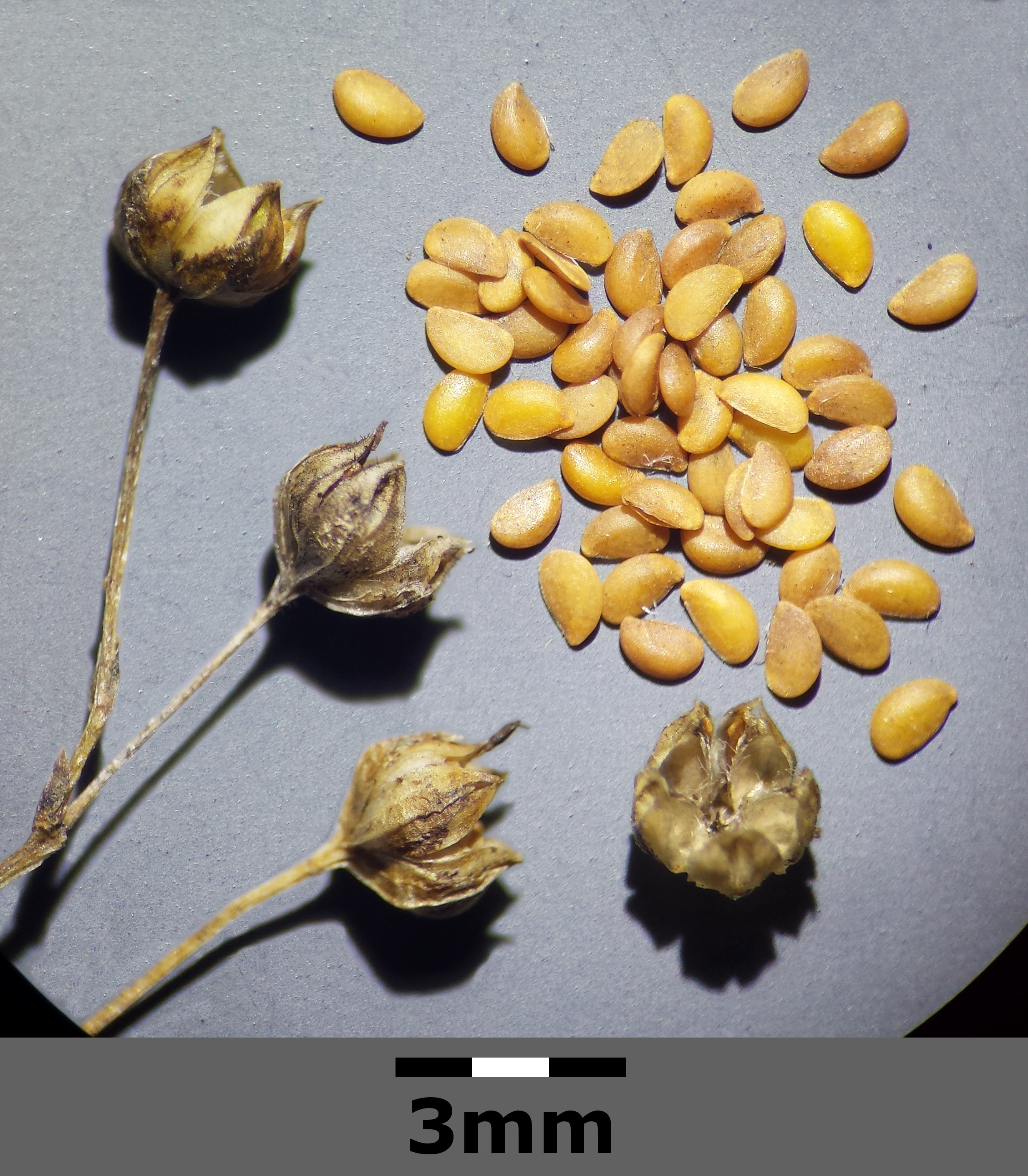
Öppna fröhus (kapslar) och frön
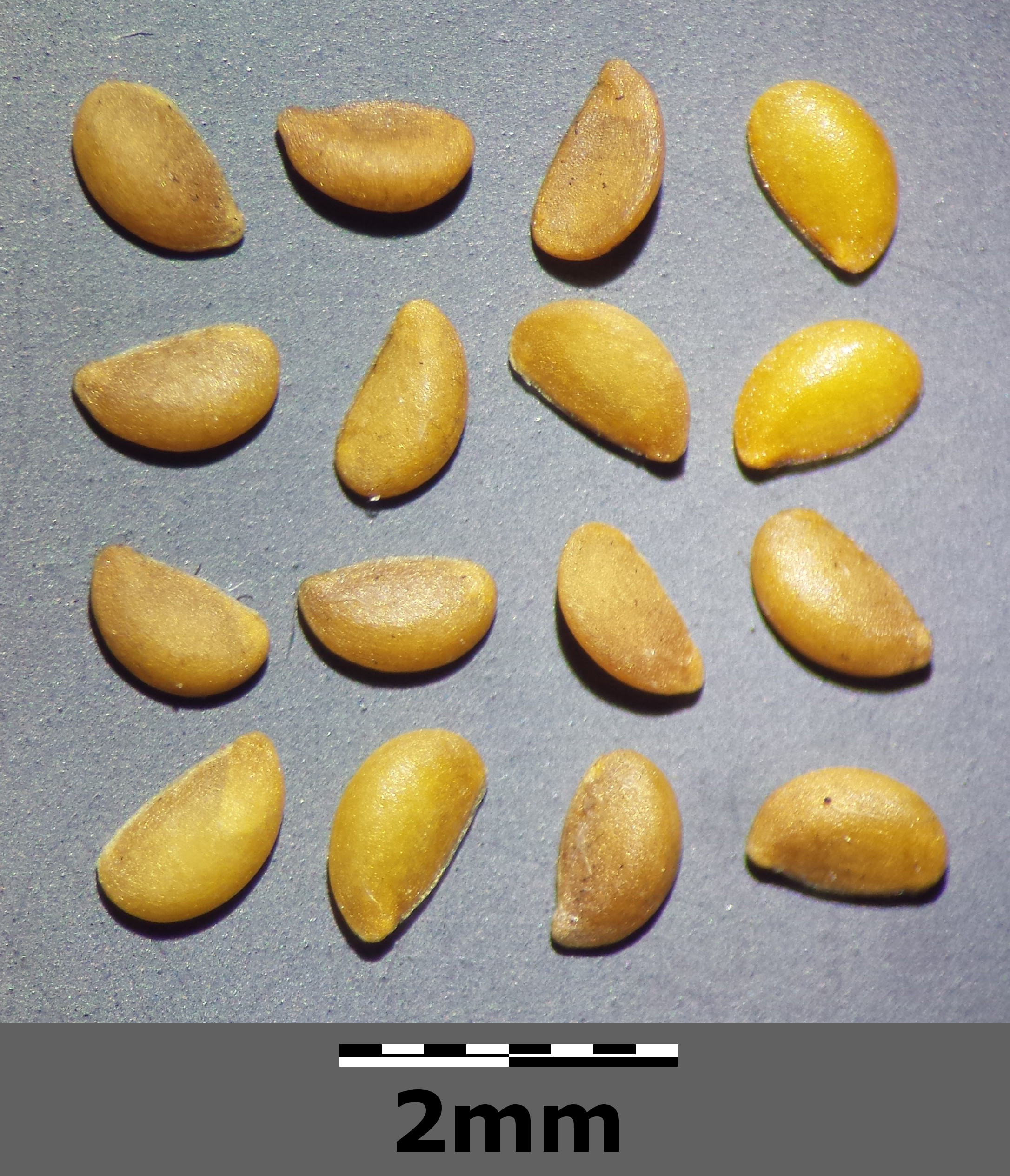
Frön Lägg märke till skalan nedtill

## Underarter
- Linum catharticum subsp. suecicum (Murb.) Hayek.

Osäkert om detta verkligen har mot huvudarten tydligt avvikande rang. Kanske rör det sig bara om någon lokalbetonad minimal variation.